# Municipio de Robins
El municipio de Robins (en inglés: Robins Township) es un municipio ubicado en el condado de Fall River en el estado estadounidense de Dakota del Sur. En el año 2010 tenía una población de 29 habitantes y una densidad poblacional de 0,31 personas por km².

## Geografía
El municipio de Robins se encuentra ubicado en las coordenadas 43°14′51″N 103°10′49″O / 43.24750, -103.18028. Según la Oficina del Censo de los Estados Unidos, el municipio tiene una superficie total de 92.92 km², de la cual 92,89 km² corresponden a tierra firme y (0,03 %) 0,03 km² es agua.

## Demografía
Según el censo de 2010, había 29 personas residiendo en el municipio de Robins. La densidad de población era de 0,31 hab./km². De los 29 habitantes, el municipio de Robins estaba compuesto por el 79,31 % blancos, el 10,34 % eran amerindios y el 10,34 % eran de una mezcla de razas. Del total de la población el 0 % eran hispanos o latinos de cualquier raza.